# Berta Lange de Morretes
Berta Lange, conhecida como Berta Lange de Morretes (Iffeldorf, 28 de junho de 1917 – São Paulo 30 de novembro de 2016), foi uma bióloga, botânica, pesquisadora e professora universitária brasileira.
Membro titular da Academia de Ciências do Estado de São Paulo, Berta era uma pioneira da botânica no Brasil e uma das mais antigas professoras da Universidade de São Paulo.

## Biografia
Berta nasceu no então Império Alemão, no estado da Baviera, em 1917. Era filha de um pai brasileiro também biólogo, Frederico, e de uma mãe alemã e artista. Logo ao final da Primeira Guerra Mundial, a família embarcou para Curitiba, no Paraná, onde já morava o avô paterno, Bruno Rudolf Lange, que era engenheiro e diretor da estrada de ferro Curitiba-Paranaguá. Estabeleceram-se na capital paulista quando seu pai, Frederico Lange de Morretes, foi convidado pelo Museu Paulista para ser pesquisador no seu Departamento de Zoologia, no início dos anos 1930. Algum tempo depois, ele se tornou professor da então nova Faculdade de Filosofia, Ciências e Letras (FFCL).
| “ | Certa vez, eu lembro que meu avô foi fazer um sanduíche para mim. Eu peguei na mão dele e disse “Vovô, você está usando a manteiga do dia todo, não pode”. Meu avô chorou e disse “Agora você vai comer pãozinho com manteiga todo dia. Você não está mais na Alemanha no tempo da guerra, você está no Brasil.” Daí ele passava manteiga régia no meu pão. Era um encanto e hoje eu entendo, o porquê ele chorou. Foi pela emoção causada por uma criança não ter nada, não ter manteiga! | ” |

Em 1938, Berta e sua irmã Ruth ingressaram no curso de História Natural, que abria sua primeira turma naquele mesmo ano. Quando contaram ao pai que tinha entrado neste novo curso, alguns de seus parentes disseram que ele era louco de deixar as filhas irem para a faculdade. Graduou-se em 1941, sendo convidada neste mesmo ano a permanecer na Universidade de São Paulo como professora e pesquisadora. Participou da construção do atual Instituto de Biociências e da formulação do Departamento de Botânica.

## Carreira
Especialista em Anatomia Vegetal, conduziu e desenvolveu pesquisas nas áreas de morfologia, anatomia foliar e cerrado. Fez pós-doutorado pela Universidade da Califórnia, entre 1960 e 1961, na área de anatomia vegetal e livre-docência em 1980, pela Universidade de São Paulo.
Aposentou-se da universidade em 1988, mas permaneceu como professora convidada até 2013, sendo uma das mais velhas até então em exercício. Em seus 70 anos de docência, reiterou a importância da docência e da pesquisa e do quanto ajudar às pessoas era sua função mais importante.
| “ | O prazer de ensinar e ajudar pessoas em busca de conhecimento está em primeiro lugar. | ” |

## Morte
Até 2013, Berta ainda dava aulas na pós-graduação do Instituto de Biociências. A partir do ano seguinte, ela começou a ficar em casa devido a problemas de locomoção. Berta morreu em 30 de novembro de 2016, de causas naturais, em São Paulo, aos 99 anos, sendo 70 deles dedicados à docência e pesquisa científica. Foi uma das grandes homenageadas na sessão solene que marcou as comemorações pelos 75 anos da Universidade de São Paulo e para ela foi erguida uma escultura que reproduz a Praça do Relógio, em reconhecimento aos seus esforços para a consolidação da excelência da universidade.
Atendendo a um desejo seu, suas cinzas foram depositadas na base da árvore que plantou por ocasião de seus 90 anos, em 2007, um pau-brasil próximo ao prédio da administração.